# Dan Chupong
Chupong Changprung (Thai: ชูพงษ์ ช่างปรุง, * 5. März 1981 in der Provinz Kalasin, Thailand), bekannt unter dem Namen Dan Chupong, ist ein thailändischer Schauspieler, der vor allem in Martial-Arts-Filmen mitwirkt und seine Laufbahn als Stuntman begann.

## Leben und Werk
Mitte der Neunziger schloss er sich der Stunt-Truppe um Panna Rittikrai an, der Chupongs ersten Filmauftritt als „Bodyguard 4“ in Ong-Bak: Muay Thai Warrior ermöglichte. 2004 spielte er seine erste Hauptrolle in Born to Fight.
Um in Form zu bleiben, joggt er regelmäßig und übt Gymnastik. Für die Rolle in Dynamite Warrior nahm er extra Stunden.

## Filmografie
- 2003: Ong-Bak
- 2004: Born to Fight
- 2006: Born to Fight – Dynamite Warrior
- 2008: Somtum
- 2008: Ong Bak 2
- 2008: Queens of Langkasuka
- 2010: Ong-Bak 3
- 2010: Ong Bak - The new generation
- 2023: The Expendables 4